# Márta Sebestyén
Márta Sebestyén (født 19. august 1957 i Budapest) er en ungarnsk folkesanger og performer.
Hendes moder var musiketnograf, og arbejdede som assistent for Zoltán Kodály. I barndomshjemmet blev der lyttet til folkemusik hele tiden. Márta Sebestyén begyndte at synge før hun kunne tale. Zoltán Kodály blev opmærksom på den lille piges store talent, og åbnede de nødvendige døre. 
Allerede som 9-årig debuterede hun på landsdækkende TV. I 1970erne udforskede hun sit lands folkemusik, sammen med andre unge mennesker fra byerne. De begyndte at søge ud i landdistrikterne for at lære musikken at kende på første hånd. 
En gruppe af disse unge dannede i 1973 Muzsikás, som skulle blive Ungarns fornemste orkester indenfor genren. Márta Sebestyén indtrådte i 1980 som vokalist. Muzsikás turnerede over hele verden og modtog et væld af priser. 
Efter systemskiftet i 1989 lå verden for første gang åben for yngre østeuropæiske kunstnere. I 1992 indspillede Márta Sebestyén sit første album i eget navn, Apochrypha, som høstede international anerkendelse. I 1995 skabte hun en syntese af sine mange musikalske rejseindtryk på albummet Kismet. Snart rungede Márta Sebestyéns stemme på diskoteker kloden rundt. 
Men den nye åbenhed medførte også en kommercialisering, som var Márta Sebestyén imod. "Når jeg gør hvad jeg gør, og når jeg siger hvad jeg siger, er det altid igennem folkemusik", fortæller hun til Herald Tribune. "Almindelige mennesker, som lytter til musik på radioen hele dagen, ved ikke, at det hele er løgn. Det er alt sammen støj, støj af penge. Jeg har ondt af folk, der er vokset op og aldrig har hørt ærlig musik". 
"At blande musik og forretning er ikke det rette for mig", konkluderer hun. Måske er det derfor, at der har været stille omkring Márta Sebestyén de senere år. Måske var hun ikke langt fra sandheden, da hun i 1999 erklærede: "Ærlig, uspoleret folkemusik, som ikke er gjort for penge, er en truet art."
I 2009 startede Sebetyén sit eget produktionsselskab Kismet Productions (http://www.womex.com/virtual/kismet_productions). Samme år udkom cd'en "I can see the Gates of Heaven" på World Village (http://www.worldvillagemusic.com/anglais/album.php?album_id=151 Arkiveret 9. februar 2010 hos  Wayback Machine).